# Antoine Sallès
Antoine Sallès, né le 19 mai 1860 à Villefranche-sur-Saône (Rhône) et mort le 23 novembre 1943 à Toulon (Var), est un homme politique français. 

## Biographie
Avocat à la cour, conseiller général et ancien adjoint au maire de Lyon, il est député du Rhône de 1928 à 1940 pour les Républicains indépendants et d'action sociale. Il est membre des commissions de l'Enseignement et des Beaux-Arts, où il s'investit beaucoup sous le ministère de Jean Zay.
Il ne prend pas part au vote des pleins pouvoirs au maréchal Pétain, le 10 juillet 1940, « retiré à Toulon, à la suite d'une maladie survenue au moment de la déclaration de guerre » (Lettre du docteur J. Salles, son frère, à Henry Joly, conservateur de la Bibliothèque municipale de Lyon, 27 janvier 1943. Archives municipales de Lyon, dossier 177 WP 33).
En 1909, il est élu membre titulaire de l'académie des Sciences, Belles-Lettres et Arts de Lyon. 
Une rue lui est dédiée à Lyon.

## Sources
- « Antoine Sallès », dans le Dictionnaire des parlementaires français (1889-1940), sous la direction de Jean Jolly, PUF, 1960 [détail de l’édition]
- Dominique Saint-Pierre, "SALLES Antoine", in Dominique Saint-Pierre (dir.), Dictionnaire historique des académiciens de Lyon 1700-2016, Lyon : Éditions de l'Académie (4, rue Adolphe Max, 69005 Lyon), 2017, p. 1204-1205.